# Winfried Bruckner
Winfried Bruckner (* 15. Juli 1937 in Krems an der Donau; † 27. Juni 2003 in Leopoldsdorf) war ein österreichischer Kinder- und Jugendbuchautor und Funktionär beim Österreichischen Gewerkschaftsbund.

## Leben

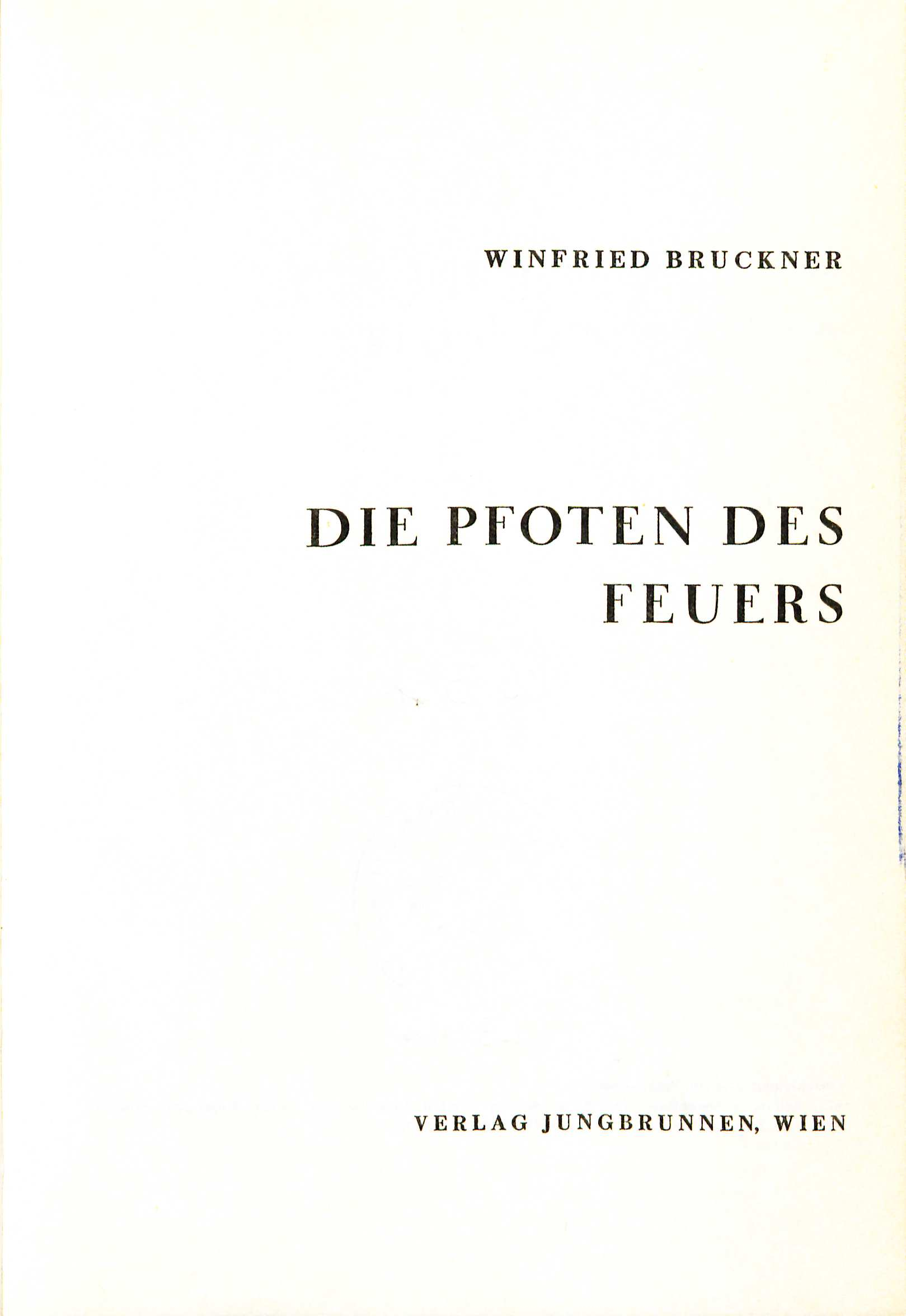
Winfried Bruckner: Die Pfoten des Feuers (1965)

Winfried Bruckner begann 1955 seine journalistische Tätigkeit bei der ÖGB-Jugendzeitschrift Der jugendliche Arbeiter und war Chefredakteur ihres Nachfolgers Hallo!.  Er studierte Psychologie und Zeitungswissenschaft. 1966 bis 1997 war er Chefredakteur der Mitgliederzeitschrift Solidarität des Österreichischen Gewerkschaftsbundes (ÖGB).  Zusätzlich war er ab 1991 Pressesprecher des ÖGB-Präsidenten Fritz Verzetnitsch und außerdem Leiter des ÖGB-Referates für Öffentlichkeitsarbeit. Bruckner war von 1974 bis 1999 als Gewerkschaftsvertreter Mitglied der ORF-Hörer- und Sehervertretung und von 1980 bis 1989 Mitglied des ORF-Kuratoriums. 1998 erhielt er die Johann-Böhm-Plakette für sein langjähriges Engagement in der Gewerkschaftsbewegung.
Bruckner schrieb eine Vielzahl von Jugendbüchern, die auch auf dem Theater inszeniert oder verfilmt wurden. Er war Autor beim Verlag Jungbrunnen.
Das vielfach aufgelegte Buch Die toten Engel (Wien 1963) handelt vom Warschauer Aufstand. Wolfgang Lesowsky inszenierte 1972 Romeo und Julia 80 und Gustav Manker 1978 Vergewaltigt am Abend im Volkstheater Wien.
Bruckner erhielt 1965 den Österreichischen Kinder- und Jugendbuchpreis für das Buch Die Pfoten des Feuers. Im Jahr 1988 wurde Winfried Bruckner in Anerkennung seiner literarischen Verdienste vom Bundespräsidenten der Berufstitel Professor verliehen.

## Werke (Auswahl)
- Die toten Engel. Verlag Jungbrunnen, Wien 1963, DNB 572538251
- Die gelben Löwen von Rom. Domino Verlag, München 1964, DNB 450644707
- Der grosse Prozess. Verlag Jungbrunnen, Wien 1964, DNB 572538308
- Die Pfoten des Feuers. Verlag Jungbrunnen, Wien 1965, DNB 572538278
- Das Wolkenschiff. Verlag Jungbrunnen, Wien 1966, DNB 740442724
- Aschenschmetterlinge. Verlag Jungbrunnen, Wien 1967, DNB 572538235
- Sieben Tage lang. Verlag Jungbrunnen, Wien 1968, DNB 730257134
- Die langen Tage. Verlag Jungbrunnen, Wien 1968, DNB 572538340
- Der traurige Sheriff. Verlag Jugend & Volk, Wien 1969, DNB 456206035
- 11 schwarze Schneemänner. Verlag Jungbrunnen, Wien 1969, DNB 730248143
- Spuren ins All : Science Fiction. Das seltsame Fremde. Volksbuchverlag, Wien  1970, DNB 456206000
- Der Schrei : Dokumentation über d. Menschenrechte. Verlag Jungbrunnen, Wien 1970, DNB 572538332
- Die unbesiegbaren Frösche. Verlag Jungbrunnen, Wien 1971, DNB 730248739
- Tötet ihn : utop.-techn. Roman. Goldmann Verlag, München, ISBN 3-442-23157-4.
- Superfrosch und der Fall des schlaflosen Siebenschläfers. Betz, München 1973, ISBN 3-7641-0712-X
- Das Haus der Löwen. Betz, München 1973, ISBN 3-7641-0110-5
- Das grüne Klassenpferd. Maier, Ravensburg 1973, ISBN 3-473-39250-2
- Räubergold. S. Fischer Verlag, Göttingen 1979, ISBN 3-439-79701-5
- (Hrsg.): Damals war ich vierzehn : Berichte und Erinnerungen. Verlag Jugend & Volk, Wien 1978, ISBN 3-7141-1385-1